# Urtica ferox
El ongaonga (Urtica ferox) es una planta arbustiva perenne de la familia Urticaceae. Es endémica de Nueva Zelanda, donde crece en los bosques y llanuras costeras de la isla sur a partir de los 35º de latitud. Sus hojas son pilosas y urticantes; el más ligero roce puede producir una dolorosa picadura que dura varios días. Se han registrado incidentes de muerte por contacto masivo con ellas, tanto de seres humanos como de perros y caballos.

## Descripción
U. ferox puede alcanzar 5 metros de altura. Se ramifica desde la base, desarrollando varios tallos leñosos de hasta 12 cm de diámetro. Tallos, brotes y pecíolos están recubiertos de grandes espinas punzantes; las hojas son ovado-triangulares, acuminadas, de márgenes irregularmente dentados, con la base trunca o subcordada. Son de color verde claro, glabras por el haz y pubescentes por el envés, estando dotada la pilosidad de glándulas secretoras de acetilcolina, histaminas, y 5-hidroxitriptamina (5HT, la serotonina). Las espinas se bifurcan, y alcanzan los 8 cm de largo. Las flores son pequeñas, dioicas, de color verde, apareciendo en racimos axilares. Muestran cuatro estámentes, con ovario ovoide. El fruto es un aquenio de color pardo, de 1 a 1,5 mm de largo.

## Curiosidades
- En el folclore maorí , se dice que Kupe había colocado varios obstáculos para ocultarse de sus perseguidores, que sus esposas habían robado, uno de los cuales era el ongaonga.
- El ongaonga es la principal fuente de alimentación de las  larvas de la mariposa almirante rojo de Nueva Zelanda o kahukura, Vanessa gonerilla.